# تيتو (لاعب كرة قدم إسباني)
تيتو (بالإسبانية: Roberto Román Triguero)‏ (11 يوليو 1985 في إسبانيا - ) هو لاعب كرة قدم إسباني في مركزي الدفاع والظهير. لعب مع رايو فايكانو وريال مايوركا ب وريال مايوركا ونادي ألكوركون ونادي غرناطة وريال سوسيداد ديبورتيفا الكالا.

## مهنة النادي
ولد تيتو في مدريد ، وقضى سنواته الست الأولى كلاعب كبير في الأندية المتواضعة في منطقته الأصلية ، ويمثل أيضا التجمع الكونغولي من أجل الديمقراطية مايوركا ب في سيغوندا ديفيسي أوشن ب وتيرسيرا ديفيسي أوشن. في أغسطس 2009 ، بسبب بند في عقده سمح له بالمغادرة مجانا إذا احتاج أي فريق من فرق سيغوندا ديفيسي أوشن إلى خدماته ، انضم إلى جانب آخر من العاصمة ، رايو فاليكانو ، لمدة موسمين.ظهر في عشر مباريات فقط في عامه الثاني عندما عادوا إلى الدوري الاسباني بعد غياب دام ثماني سنوات ، لكنه أصبح فيما بعد الخيار الأول.
سجل تيتو هدفه الأول في دوري الدرجة الأولى الإسباني في 7 أبريل 2012 ، وهو آخر هدف لفريقه في الفوز 6-0 على أرضه كا أوساسونا. بدأ في جميع مبارياته الـ 36 في الدوري خلال الموسم ، بإجمالي 3161 دقيقة من اللعب حيث تمكنوا من البقاء واقفين على قدميهم.
في 20 ديسمبر 2015 ، تيتو وزميله رافيكل باينا تم طردهم قبل مرور 30 دقيقة من خسارة 10-2 خارج أرضه ضد ريال مدريد.في 4 يوليو 2016 ، بعد هبوط رايو من الدرجة الأولى ، وقع الأول صفقة لمدة عامين مع نادي غرناطة. تم تحميله على زميله في نادي الدوري القرص المضغوط ليجان يوتس في 31 يناير التالي ، حيث تم شراؤه مباشرة في 6 يونيو.
عاد تيتو إلى رايو فاليكانو في 29 يوليو 2018 ، مع توقيع الوكيل الحر عقدا لمدة عام واحد.

## وصلات خارجية
- تيتو على موقع قاعدة بيانات كرة القدم.إي يو (الإنجليزية)
- تيتو على موقع Soccerbase.com (لاعب) (الإنجليزية)
- تيتو على موقع Soccerway.com (الإنجليزية)
- تيتو على موقع عالم كرة القدم.نت (الإنجليزية)
- تيتو على موقع AS.com (الإسبانية)